# Брессюїр (округ)
Округ Брессюїр (фр. Arrondissement de Bressuire) — округ у Франції, в департаменті Де-Севр. 2023 року округ об'єднував 57 муніципалітетів, населення становило 109 524 особи.
Адміністративний центр (супрефектура) — Брессюїр.

## Муніципалітети
Список муніципалітетів округу та їхні коди INSEE:
1. Аржантонне (79013)
2. Брессюїр (79049)
3. Бретіньоль (79050)
4. Бріон-пре-Туе (79056)
5. Буаме (79038)
6. Валь-ан-Вінь (79063)
7. Вульмантен (79242)
8. Глене (79134)
9. Же (79131)
10. Женнетон (79132)
11. Клессе (79094)
12. Комбран (79096)
13. Кулонж-Туарсе (79102)
14. Курле (79103)
15. Ла-Петіт-Буассєр (79207)
16. Ла-Форе-сюр-Севр (79123)
17. Ла-Шапель-Сен-Лоран (79076)
18. Л'Абсі (79001)
19. Ларжасс (79147)
20. Ле-Пен (79210)
21. Лоре-д'Аржантон (79014)
22. Лузі (79157)
23. Люзе (79161)
24. Люше-Туарсе (79159)
25. Марн (79167)
26. Молеон (79079)
27. Монкутан-сюр-Севр (79179)
28. Монтраве (79183)
29. Неві-Буен (79190)
30. Нюей-лез-Об'є (79195)
31. Па-де-Же (79203)
32. П'єррфітт (79209)
33. Плен-е-Валле (79196)
34. Сен-Варан (79299)
35. Сен-Жак-де-Туар (79258)
36. Сен-Жан-де-Туар (79259)
37. Сен-Женеру (79252)
38. Сен-Леже-де-Монбрен (79265)
39. Сен-Мартен-де-Макон (79274)
40. Сен-Мартен-де-Санзе (79277)
41. Сен-Морис-Етюссон (79280)
42. Сен-П'єрр-дез-Ешобронь (79289)
43. Сен-Поль-ан-Гатін (79286)
44. Сен-Сір-ла-Ланд (79244)
45. Сент-Аман-сюр-Севр (79235)
46. Сент-Андре-сюр-Севр (79236)
47. Сент-Верж (79300)
48. Сент-Жемм (79250)
49. Сент-Обен-дю-Плен (79238)
50. Серизе (79062)
51. Сір'єр (79091)
52. Тре (79332)
53. Туар (79329)
54. Туртене (79331)
55. Фе-л'Аббесс (79116)
56. Шантлу (79069)
57. Шише (79088)